# アロステリック効果
アロステリック効果（アロステリックこうか）または協同効果（きょうどうこうか）とは、酵素や受容体等の標的蛋白質の活性部位やリガンド結合部位ではない部位（アロステリック部位）に、エフェクターと呼ばれる化合物が結合することにより、標的蛋白質の活性や機能が調整されることをいう。
主に酵素反応に関して用いられる用語であるが、近年、G蛋白質共役受容体 (GPCR) を中心とする受容体蛋白質の活性化制御において、アロステリック効果を示す化学物質 (アロステリックモジュレーター、アロステリック調節因子) の存在が知られるようになってきた。
アロステリー（allostery、その形容詞がアロステリックallosteric）という言葉は、ギリシア語で「別の」を意味するallosと「形」を意味するstereosから来ている。これは、一般にアロステリック蛋白質のエフェクターが基質と大きく異なる構造をしていることによる。このことから、制御中心が活性中心から離れた場所にあると考えられたのである。
しかし下記のヘモグロビンにおける酸素分子のように、同じ分子がエフェクターかつ基質となる例もあり、アロステリック効果は一般にヘモグロビンのようなオリゴマー構造でモデル化することができる（「#アロステリック制御のモデル」の項参照）。
このため、アロステリック効果は
蛋白質と化合物が一対多の複合体を形成する際に、前の段階の複合体形成によって次以降の複合体形成反応が促進・抑制されること、あるいはその複合体による反応が加速・減速されること。
と拡張定義されることも多い。

## アロステリック制御
アロステリック効果により主に酵素や受容体などの蛋白質の機能が制御される現象をアロステリック制御と呼ぶ。
酵素の場合、酵素の活性中心以外の部分（アロステリック部位）に対してエフェクター分子（反応に関係する物質でもそうでなくてもよい。）が会合して酵素のコンフォメーションが変化し、酵素の触媒活性や複合体形成反応の平衡定数が増減することを表す。
酵素の活性を促進するエフェクターはアロステリック・アクティベーターと呼ばれ、逆に蛋白質の活性を抑制するエフェクターはアロステリック・インヒビターと呼ばれる。アロステリック制御はフィードバック調節の一つの例である。
受容体の場合、内因性アゴニストのアゴニスト活性を促進するアロステリック部位に結合するリガンドはポジティブアロステリックモジュレーター (Positive Allosteric Modulator, PAM) と呼ばれ、逆にアゴニスト活性を抑制するアロステリックリガンドはネガティブアロステリックモジュレーター (Negative Allosteric Modulator, NAM) と呼ばれる。アロステリック部位に結合するだけで内因性アゴニストの活性に影響を与えないリガンドはサイレントアロステリックモジュレーター (Silent Allosteric Modulator, SAM) 、もしくはニュートラルアロステリックリガンド (Neutral Allosteric Ligand, NAL) と呼ばれる。

## 例
血液中のヘモグロビンは酸素と結合する鉄中心を持つヘムを四つ持ち、各々の酸素との結合には一定の平衡定数が存在する。しかし、ヘモグロビン中の一つのヘムが酸素と結合を作るとヘモグロビン全体の構造が変化し、他のヘムと酸素との結合が促進される。すなわち、酸素濃度の高い所では単独のヘムよりも効率的に酸素を取り入れることができる。一方で、細胞中のミオグロビンのそれぞれのヘムにはヘモグロビンのような協同効果は無いので、酸素との結合生成反応は酸素濃度に一次で比例するだけである。この結果、ヘモグロビンは酸素の多い肺では酸素を吸収し、酸素の少ない各細胞では酸素を放出することができるのである。

## アロステリック制御のモデル
多くのアロステリック効果はジャック・モノー、ワイマン、ジャン＝ピエール・シャンジューの唱える協奏モデルと、モノー・ワイマン・シャンジューモデルとダニエル・コシュランド、ネメシー、フィルマーの提唱する逐次モデルの両方で説明できる。どちらの説でも酵素サブユニットは緊張（T状態）か弛緩（R状態）のどちらかの状態にあると仮定し、弛緩状態のサブユニットは緊張状態のサブユニットよりも基質に結合しやすいとしている。二つのモデルは、サブユニット同士の関係と、両方の状態に至る前の状態に関する仮定の面で異なっている。

## 協奏モデル
アロステリックに関する協奏モデルは対称モデルともモノー・ワイマン・シャンジュー (MWC) モデルとも呼ばれるが、一つのサブユニットの構造変化が他のサブユニットに影響を与えると仮定している。つまり、全てのサブユニットが同じコンフォメーションを取る。このモデルはリガンドがなくても成り立ち、T状態とR状態のコンフォメーションが均衡を保っている。一個のリガンド（もしくはアロステリックエフェクター）がアロステリック部位に結合すると、均衡はR状態もしくはT状態に移行する。

## 逐次モデル
アロステリック制御の逐次モデルでは、一つのサブユニットのコンフォメーション変化が他のサブユニットに同様の変化を引き起こすとは考えない。つまり全てのサブユニットが同じコンフォメーションをとっている必要はない。さらに逐次モデルでは、基質分子が誘導適合モデルによって結合するとしている。一般的には、サブユニットがランダムに基質分子と衝突した時、活性中心が基質を包み込まなければならない。この誘導適合はサブユニットをT状態からR状態に移行させるが、近接サブユニットの構造を変化させることはない。その代わり、一つのサブユニットに基質が結合すると他のサブユニットの結合部位も基質に結合しやすいように徐々に構造を変えていく。要約すると、
- サブユニットは同じコンフォメーションを取っている必要はない。
- 基質分子は誘導適合モデルで結合する。
- コンフォメーション変化は全てのサブユニットに伝播することはない。
- 基質結合は近接サブユニットの基質親和性を高める。

## アロステリック促進
酸素分子がヘモグロビンに結合する時のように、アロステリック促進はリガンドの結合が基質分子と他の結合サイトの反応性を高める現象である。ヘモグロビンの例では、酸素は基質であると同時にエフェクターとして、効率的に働いている。アロステリックサイトは、隣のサブユニットの結合部位である。一つのサブユニットに酸素が結合すると、構造が変化し、残りの結合部位の酸素親和性を高める。

## アロステリック抑制
アロステリック抑制は、リガンドの結合によって結合部位の基質親和性が低下する現象である。例としては、2,3-ビスホスホグリセリン酸がヘモグロビンのアロステリック部位に結合すると、他の全てのサブユニットの酸素への親和性が低下する。
代謝系の生産物が、その系の中間反応を触媒する酵素の活性を抑制する場合、負のフィードバック制御の生体内における例であるとみなせるため、フィードバック阻害と呼ばれる。

## エフェクターのタイプ
多くのアロステリック蛋白質は自身の基質によって調節される。これらはホモトロピックアロステリック分子と呼ばれ、多くはアロステリック促進を示す。非基質の制御分子はヘテロトロピックアロステリック分子と呼ばれ、促進作用を示すものも抑制作用を示すものもある。自身の基質と非基質分子の両方で調節されるアロステリック蛋白質もある。このような蛋白質はホモトロピック作用もヘテロトロピック作用も受ける。